# Jean Kasusula
Jean Kasusula Kilitsho, né le 5 août 1982 à Kisangani, est un ancien footballeur international congolais qui évoluait au poste de défenseur latéral.

## Biographie

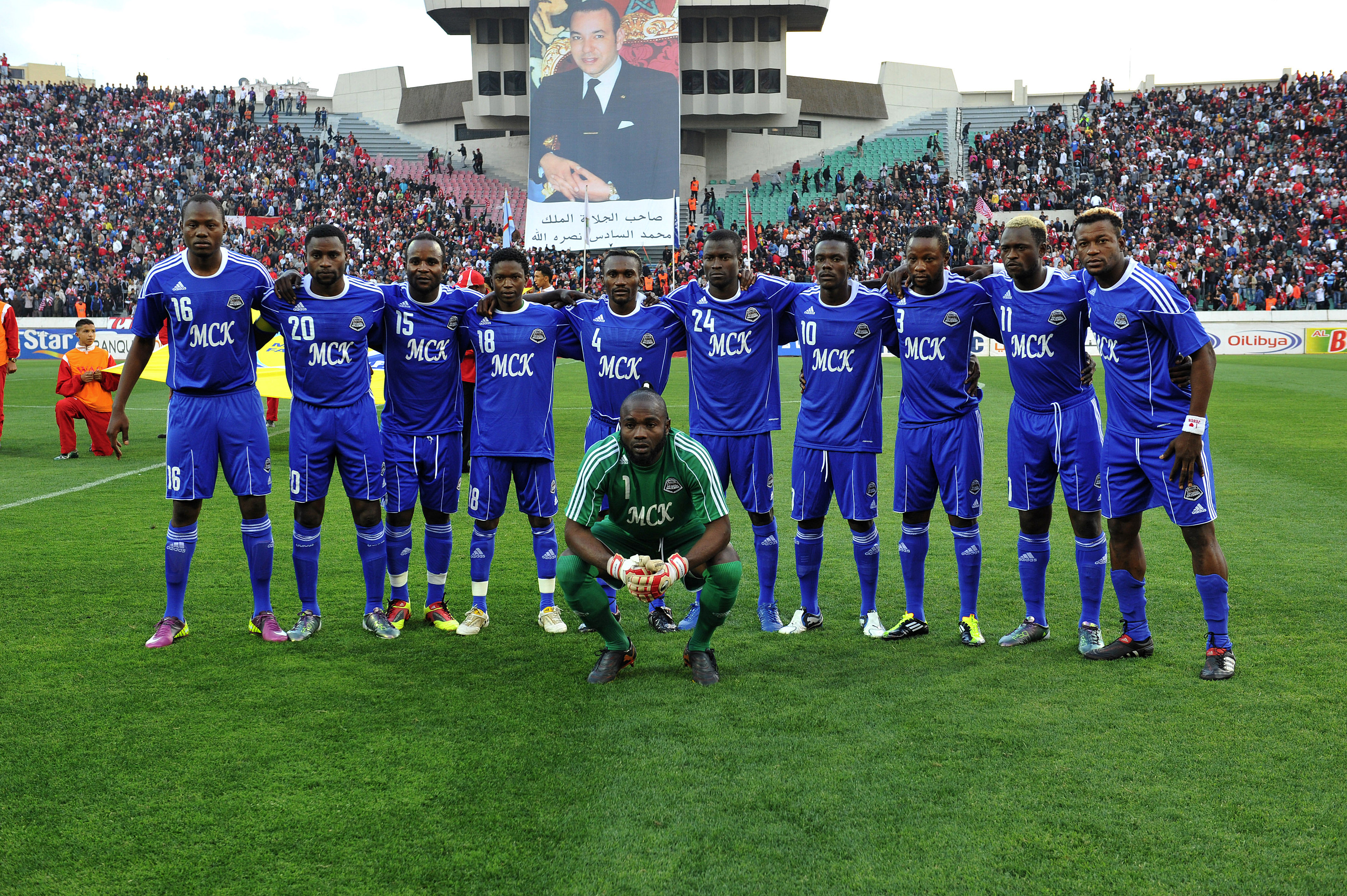
Kasusula lors d'un match

Jean Kasusula a commencé sa carrière au club local de Kisangani, le Cercle Sportif Makiso, en 2002. Puis il a rejoint l'équipe de l'AS. Kabasha de Goma.
En 2003, il a rejoint le Tout Puissant Mazembe, l'un des plus grands clubs du pays.
En 2009, lors de la coupe du monde des clubs il marque un but contre Auckland City FC.

## Style de jeu
Kasusula est réputé pour ses centres ainsi que ses coups de pied arrêtés notamment les coups francs.

## Statistiques
| saisons   | matchs | buts | RD Congo |
| --------- | ------ | ---- | -------- |
| 2003-2004 |        |      |          |
| 2004-2005 |        |      |          |
| 2005-2006 | 20     | 0    |          |
| 2007-2008 | 33     | 0    |          |
| 2008-2009 | 28     | 1    |          |
| 2009-2010 | 32     | 0    | 1        |
| 2010-2011 | 30     | 0    | 2        |
| 2011-2012 | 32     | 1    | 1        |
| 2012-2013 | 34     | 1    | 7        |
| 2013-2014 | 28     | 3    | 9        |
| 2014-2015 | 32     | 3    | 6        |
| 2015-2016 | 21     | 2    | 0        |
| 2016-2017 | 7      | 1    | 0        |

## Coupe du monde des clubs de la FIFA 2010
Jean Kasusula, est titularisé pour le match de la finale de la Coupe du monde des clubs de la FIFA 2010 sur la ligne défensive comme latérale gauche qui est son poste de prédilection avec une composition de l'entraineur Lamine N'Diaye de 4-5-1. Un match opposant le TP Mazembe de la République démocratique du Congo au FC Internazionale Milano de l'Italie a vu le club congolais perdre par une note de 0 - 3 en faveur du club italien, une défaite qui honore l'équipe de Jean Kasusula pour ce record d'avoir été le tout premier club africain d'accéder à la finale de la coupe du monde des clubs de la FIFA en 2010.
certains témoignages de l'ancien du joueur démentent les rumeurs au tour d'une probable décès de ce dernier le 01 novembre 2023 à Kinshasa. Il déclare en ce terme: " je suis bel et bien vivant et je me porte bien" https://acp.cd/debunkage/lancien-footballeur-congolais-jean-kasusula-kilitsho-aurait-il-tire-sa-reverence-faux/

## Palmarès
- Vainqueur de la Ligue des champions de la CAF en 2009 et 2010 avec le TP Mazembe
- Vainqueur de la Supercoupe de la CAF en 2010 et en 2011 avec le TP Mazembe
- Finaliste de la Coupe du monde des clubs de la FIFA 2010 avec le TP Mazembe
- Vainqueur du Championnat d'Afrique des nations de football 2009 avec l'équipe de République démocratique du Congo de football
- Troisième de la Coupe d'Afrique des nations de football 2015
- Vainqueur de la Coupe du Congo en 2016 avec le TP Mazembe
- Vainqueur de la Coupe de la confédération 2017